# Hubert Kennedy
Hubert Collings Kennedy (* 1931) ist ein US-amerikanischer Mathematiker, Sachbuchautor und LGBT-Aktivist.

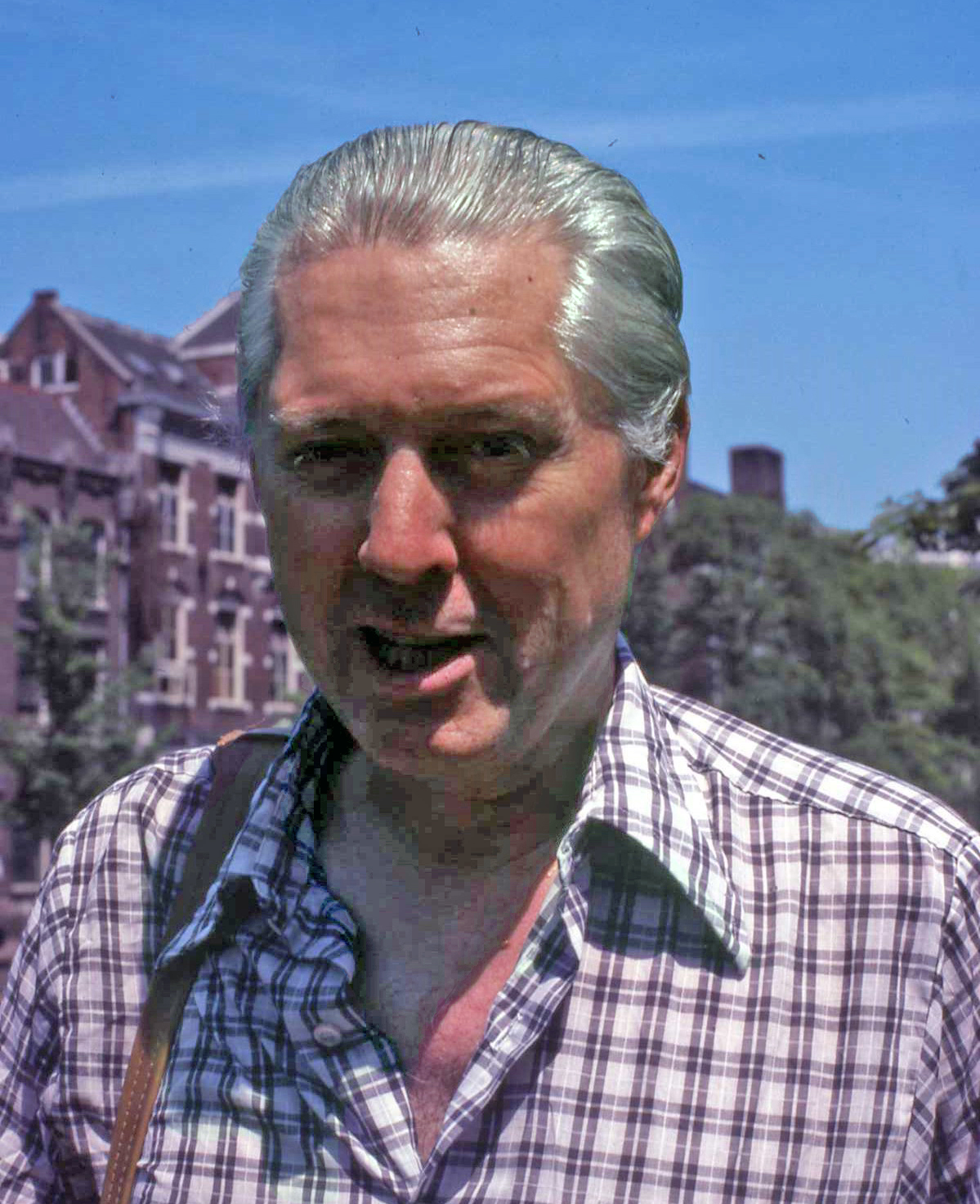
Hubert Kennedy (1983)

## Leben
Kennedy wuchs im Bundesstaat Florida auf. Nach seiner Schulausbildung studierte Kennedy Mathematik und wurde 1961 an der Saint Louis University bei John F. Daly promoviert (Group membership in rings). 1974 zog Kennedy nach Deutschland, wo er bis 1976 lebte und dann nach Rhode Island zurückkehrte. Dort lernte er Reverend Joseph Gilbert von der Metropolitan Community Church kennen. Kennedy war Professor für Mathematik am Providence College in Rhode Island, das von katholischen Dominikanern geführt wurde. Am 21. Januar 1976 hatte Kennedy sein Coming-out in der Ausgabe von The Cowl mit einem Bild auf der Titelseite. Gemeinsam mit Eric Gordon nahm Kennedy an der ersten Gay Pride Parade am 26. Juni 1976 in Rhode Island auf der North Main Street in Providence teil, wo sie das Banner Gay Academic Union of New England trugen. 1986 zog Kennedy nach San Francisco.
Als Mathematikhistoriker befasste er sich mit Geschichte der Mathematischen Logik und war Biograph von Giuseppe Peano. Er befasste sich auch mit den mathematischen Manuskripten von Karl Marx.
Kennedy ist als Research Associate am Center for Research and Education in Sexuality der San Francisco State University tätig.
Kennedy hat über 200 Publikationen in verschiedenen Sprachen veröffentlicht. Er schrieb über verschiedene Themen und übersetzte mehrere Werke anderer Autoren in die englische Sprache, wie beispielsweise den Autor John Henry Mackay.

## Schriften
Als Mathematiker und Mathematikhistoriker:
- Giuseppe Peano, Birkhäuser 1974
- Peano: Life and Works of Giuseppe Peano, Reidel, Dordrecht 1980
- Eight Mathematical Biographies, Peremptory Publications, San Francisco 2002 (kurze Biographien von Marc-Antoine Parseval, Maria Gaetana Agnesi, Giuseppe Peano, Cesare Burali-Forti, Emil Post, Alessandro Padoa, Mario Pieri, Giovanni Vailati, über einige davon schrieb er entsprechende Artikel im Dictionary of Scientific Biography)

Weitere Werke:
- John Henry Mackay (Sagitta), Anarchist der Liebe. Biographie (2007)
- Karl Heinrich Ulrichs, Pioneer of the Modern Gay Movement (2002)
- Sex & Math in the Harvard Yard: The Memoirs of James Mills Peirce, Roman
- Homosexuality and Male Bonding in Pre-Nazi Germany: The Youth Movement, the Gay Movement and Male Bonding Before Hitler’s Rise: Originalübersetzungen aus Der Eigene (1991)
- Life’s Little Loafer, Kurzgeschichte
- Coming Out in Providence, Autobiographie von Kennedy
- A Touch of Royalty: Gay Author James Barr, Essay
- The Ideal Gay Man: The Story of Der Kreis (1999). Deutsch unter dem Titel Der Kreis: eine Zeitschrift und ihr Programm (1999)
- In Memoriam: Five Gay Obituaries über Glenn Hogan, Mario Mieli, Roger Austen, Peter Schult und Robert Turner
- (Hrsg.) John Henry Mackay: Die letzte Pflicht & Albert Schnells Untergang (2007)